# التهاب اللسان المعيني الناصف
الْتِهابُ اللِّسانِ المُعَيَّنِيُّ النَّاصِف ( يعرف أيضاً بضمور حليمي مركزي أو ضمور لساني حليمي مركزي. ) هي حالة طبية تتميز بوجود مساحة من الإحمرار وفقدان حُلَيماتُ اللِّسان، وتقع على ظهر اللسان في خط الوسط مباشرة أمام الحليمات الكأسية.:803يعتقد بأن التهاب اللسان المعيني الناصف ينتج من عدوي فطرية مزمنة، وفي الغالب يكون نوع من داء المبيضات الفموي.

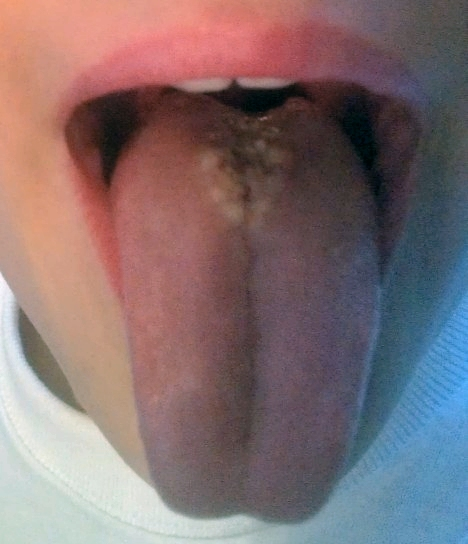
التهاب اللسان المعيني الناصف في طفل.لاحظ المظهر غير المعتاد لشكل الآفة، حيث أنه في أغلب الأحيان يظهر على شكل منطقة حمراء خالية من الحليمات.

## العلامات والأعراض
نادراً ما يصاحب تلك الحالة أي تقرح. وبصرف النظر عن مظهر ال في الغالب لا يوجد أية أعراض أو علامات. المظهر النموذجي للآفة هو شكل بيضاوي أو معيني تقع في وسط من السطح الظهري للسان تقع أمام التلم الانتهائي مباشرة. قد يكون هناك آفات المبيضات في مواقع أخرى من الفم، مما قد يؤدي إلى تشخيص المبيضات الفموي متعددة البؤر المزمن. تكون عادة 2-3 سم في أطول بعد لها.

## الأسباب
تشمل العوامل المؤهِبة الآتي: التدخين، استعمال بخاخات ومنشقات الكورتيكوستيرويد، أطقم الأسنان الاصطناعية وفيروس نقص المناعة «الإيدز».
عادة ما تستعمر المبيضات الجزء الخلفي من ظهر اللسان حتى في الأشخاص الأصحاء.
الزراعة الميكروبيولوجية لمكان التهاب اللسان المعيني الناصف عادة ما يُظهر المبيضات مختلطة مع البكتيريا، حيث يُعتقد أنه أحد الأنواع المزمنة لداء المبيضات.

## التشخيص
يعتمد التشخيص على مظهر الآفة أثناء الفحص السريري، عادة ليس هناك حاجة إلى أخذ عينة من الأنسجة.

## العلاج وتوقعات سير المرض
قد ينطوي العلاج على الإقلاع عن التدخين ودواء مضاد للفطريات موضعي أو الجهازي. عادة التغييرات المخاطية تُشفى مع الأدوية المضادة للفطريات، ولكن في بعض الأحيان يُقاوم المرض الأنصراف التام.

## علم الأوبئة
تعتبر حالة غير شائعة، وتحدث بمعدلات انتشار متساوية بين الذكور والإناث وفي أي عمر.

## التاريخ
قديماً، كان يُعتقد أن تلك الحالة نتيجة عيب أتناء نمو اللسان نتيجة فشل الحديبة المفردة بأن تشملها النتوءات الوحشية للسان. تم دحض هذا الاعتقاد عندما أجريت دراسة تم فيها فحص 10000 طفل ولم يوجد أي التهاب لسان معيني ناصف على الإطلاق.منذ ذلك الحين، ثبت وجود علاقة تتفق مع داء المبيضات الفموي.